# Saison 3 d'Anubis
 (juin 2016).
Si vous disposez d'ouvrages ou d'articles de référence ou si vous connaissez des sites web de qualité traitant du thème abordé ici, merci de compléter l'article en donnant les références utiles à sa vérifiabilité et en les liant à la section « Notes et références ».
| Saison | Épisodes | 🇺🇸 Diffusion originale sur Nickelodeon USA | 🇫🇷 diffusion originale sur Nickelodeon FR |
| ------ | -------- | ------------------------------------------ | ----------------------------------------- |
| 1      | 60       | 1 janvier 2011                             | 2 janvier 2019                            |
| 2      | 90       | 9 janvier 2012                             | 4 janvier 2021                            |
| 3      | 40       | 3 janvier 2013                             | 8 janvier 2026                            |
| film   | 70 min   | 14 juin 2013                               | 19 avril 2026                             |
| 4      | 60       | 29 juin 2026                               | 17 mai 2027                               |

La série télévisée Anubis comporte une saison 3.
Cette saison comporte 40 épisodes de 20 minutes. Les épisodes n'existent pas en version francophone Mais l’année 2026 et 2027 semblent être l’année qui lancera le début de la version francophone

## Synopsis
Nina n'apparaît pas dans cette saison, elle a effectivement découvert que quelque chose de terrible pourrait se produire si elle restait trop près de l'Osirien. Une nouvelle élève prénommée KT rejoint alors la maison d'Anubis. Une nouvelle prof, Harriet Denby (ou plutôt Caroline Denby), arrive elle aussi à l'école pour enseigner l'histoire. Il se trouve cependant qu'elle fait partie de la Team D, comme Victor et M. Sweet. Ils veulent réveiller un homme endormi dans une capsule, qui n'est autre que Robert Frobisher-Smythe.
Pour réussir ils ont besoin de certains objets : un bracelet très ancien ainsi que des instructions. Victor devait recevoir tout cela dans un colis. Malheureusement pour lui, son colis fut mélangé avec tous les cadeaux d'anniversaire de Amber. Alfie, n'ayant pas de cadeaux pour elle, lui dit qu'il venait de lui. Après plusieurs recherches, Victor découvrit que c'était Amber qui l'avait et la força à avouer. Elle fut alors envoyée dans une école de mode où elle rêvait d'aller, ce qui fut un triste moment pour tout le monde, surtout pour Alfie.
Avant de partir, elle donna le paquet à Victor. Ce qu'il ne savait pas, c'est qu'avant de partir elle avait remplacé le vrai bracelet par un vieux bracelet de Patricia et qu'elle avait glissé de fausse instructions à l'intérieur. La Team D n'y voyant que du feu, commencèrent leurs recherches à partir des faux indices. Les Sibuna profitèrent de cet instant pour essayer de réveiller Frobisher avec des cœurs purs. Ils essayèrent d'abord de déplacer la capsule dans la crypte mais cela ne donna rien. Ils découvrirent un peu plus tard que pour réussir la cérémonie, ils avaient besoin des descendants des collègues de Robert, qui n'étaient autres que Patricia, Joy, Alfie et Jérôme ainsi que le rituel devait avoir lieu pendant une éclipse.
La Team D appela les quatre descendants à la maison d'accueil en leur faisant croire qu'ils allaient travailler sur un certain projet. Les Sibuna se sont alors rendus au même endroit afin d'interrompre le rituel. Au début tout le monde pensait que cela avait échoué, mais Robert se réveilla un peu plus tard, plus maléfique que jamais. Celui-ci doit capturer cinq pêcheurs afin de redonner un corps à Ammout, nommée aussi la mangeuse d'âmes. Il commença par Victor et Patricia. Celle-ci fit tout afin que les Sibuna pensent que KT était la taupe. Ce fut ensuite au tour de M. Sweet. Fabian tomba dans un piège de Frobisher et fut à son tour transformé. Ce fut alors au tour d'Alfie de passer du côté maléfique. Frobisher organisa alors une réunion scolaire et en profita pour transformer tous les élèves de l'école. KT et Eddie avait réussi à s'échapper lorsqu'ils croisèrent Willow, qui avait en fait été protégée par la clef de KT. Nos trois héros accompagnés de la véritable Harriet Denby vont donc tout donner afin de mettre un terme aux plans de la Team D.